# Wu Di (tennista)
Wu Di (吳迪; Shanghai, 14 settembre 1991) è un tennista cinese.